# 卡克特斯 (堪薩斯州)
卡克特斯（英語：Cactus）是位於美國堪薩斯州諾頓縣的一個鬼鎮。

## 歷史
卡克特斯的郵政局於1874年設立，直到1903年結束營運。

## 地理
卡克特斯所處的海拔為高於海平面670米（即2198英呎），而該地所採用的時區為UTC-6，即北美中部時區（CST）。同時該地設有夏令時間，為UTC-6調快一小時，即UTC-5（CDT）。